# Nissan Stadium (Nashville)
Il Nissan Stadium è uno stadio situato a Nashville, Tennessee. Attualmente ospita le partite casalinghe dei Tennessee Titans e dei Tennessee State Tigers.

## Storia
La costruzione dello stadio, approvata con un referendum nel 1996, fu ritardata a causa di un tornado che colpì Nashville nel 1998, ma fu comunque portata a termine nei tempi previsti.
Durante la costruzione lo stadio non aveva ancora un nome ufficiale, ma veniva chiamato The East Bank Stadium; una volta terminato assunse il nome di Adelphia Coliseum, in seguito a un contratto di 15 anni per 30 milioni di dollari con la Adelphia Communications, società di telecomunicazioni. Tuttavia, dopo il fallimento della società nel 2002, il nome fu cancellato e lo stadio divenne noto semplicemente come The Coliseum fino al 6 giugno 2006, quando la Louisiana-Pacific, azienda di Nashville, acquistò i diritti di denominazione per 30 milioni di dollari per 10 anni, assumendo così fino al 2015 la denominazione di LP Field.
Lo stadio venne inaugurato con una partita di pre-stagione tra i Titans e gli Atlanta Falcons il 27 agosto 1999.
Il Nissan Stadium è occasionalmente utilizzato dalle nazionali americane di calcio maschili e femminili. Nel 2008 ha ospitato le finali del torneo preolimpico della CONCACAF.
Il 30 luglio 2022 ha ospitato l’evento della WWE SummerSlam.